# Chamaeleonidae
Los camaleones (Chamaeleonidae) son una familia de pequeños saurópsidos (reptiles) escamosos. Existen cerca de 161 especies de camaleones, la mayor parte de ellas en África, al sur del Sáhara. En América se llama a menudo camaleones a lagartos de la familia de los anoles, que no guardan ningún parentesco especial con los verdaderos camaleones.
Son famosos por su habilidad de cambiar de color según las circunstancias, lo que le permite esconderse de depredadores que se encuentren cerca o llamar la atención de una hembra, por su lengua rápida y alargada, y por sus ojos, que pueden ser movidos independientemente el uno del otro.
El grupo es bastante antiguo, ya que se conocen fósiles de camaleón procedentes del Paleoceno. La familia está emparentada con la de los agámidos.

## Clasificación
En 1986, los camaleones se divididieron en dos subfamilias, Brookesiinae y Chamaeleoninae. Según esta clasificación, Brookesiinae incluía los géneros Brookesia y Rhampholeon, así como los géneros que posteriormente se separaron de ellos (Palleon y Rieppeleon), mientras que Chamaeleoninae incluía los géneros Bradypodion, Calumma, Chamaeleo, Furcifer y Trioceros, así como los géneros que posteriormente se separaron de ellos (Archaius, Nadzikambia y Kinyongia). Desde entonces, sin embargo, la validez de esta designación de subfamilia ha sido objeto de mucho debate, aunque la mayoría de los estudios filogenéticos apoyan la noción de que los camaleones pigmeos de la subfamilia Brookesiinae no son un grupo monofilético.
Mientras que algunas autoridades han preferido previamente utilizar esta clasificación subfamiliar sobre la base del principio de ausencia de pruebas,  estas autoridades abandonaron posteriormente esta división subfamiliar, dejando de reconocer cualquier subfamilia con la familia Chamaeleonidae.
En 2015, sin embargo, Glaw reelaboró la división subfamiliar colocando solo los géneros Brookesia y Palleon dentro de la subfamilia Brookesiinae, y colocando todos los demás géneros en Chamaeleoninae.
Familia Chamaeleonidae
- Subfamilia Chamaeleoninae (camaleones típicos)
  - Género Bradypodion
  - Género Calumma
  - Género Chamaeleo
  - Género Furcifer
  - Género Kinyongia
  - Género Nadzikambia
  - Género Archaius
  - Género Trioceros
- Subfamilia Brookesiinae (camaleones enanos)
  - Género Brookesia
  - Género Rhampholeon
  - Género Rieppeleon

## Etimología
El término «camaleón» deriva del latín chamaeleo, préstamo del griego χαμαιλέων (khamailéōn), a su vez compuesto de χαμαί (khamaí) «en tierra» y λέων (léōn) «león». La palabra griega es un calco del acadio nēš qaqqari, «león terrestre».

## Características físicas

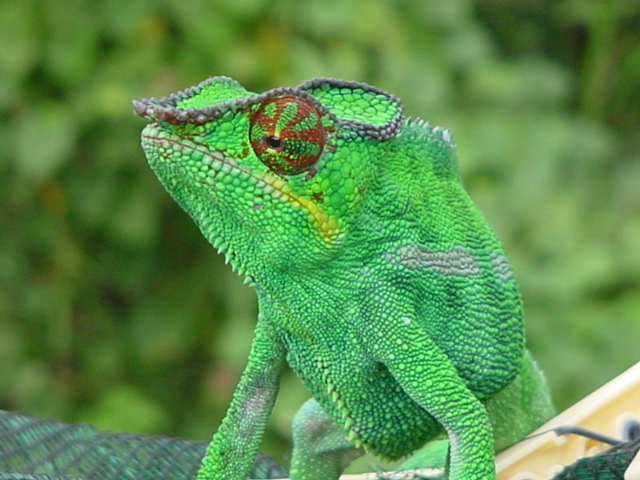
Furcifer pardalis

Los camaleones varían grandemente en tamaño, desde los pequeños camaleones de la familia Brookesia los cuales tienen desde 2,9 cm de largo Brookesia micra hasta los grandes de 80 cm Calumna parsonii. La especie más pequeña vive en la isla de Nosy-bé en Madagascar es Brookesia minima y en su fase adulta difícilmente supera el centímetro y medio. Muchos de ellos tienen adornos en la cabeza o en la cara como protuberancias nasales e incluso cuernos como en el caso de Trioceros jacksonii o largas crestas en la parte superior de la cabeza como Chamaeleo calyptratus. Muchas especies presentan dimorfismo sexual y los machos suelen estar más adornados que sus pares femeninas.
Las características principales que son compartidas por toda la familia son la estructura de sus patas, los ojos, la falta de oído y la lengua. Aunque no tengan oído externo son capaces de detectar vibraciones y sonidos de baja frecuencia, de unos 200Hz.
La familia tiene cada pata dividida en dos "dedos" principales con un suave recubrimiento al centro. Estos dedos están equipados con fuertes garras que le dan tracción para trepar en troncos y ramas. Algo interesante en los camaleones es que ellos tienen dos garras en la parte exterior y tres en la parte interior en las patas delanteras. En cambio, en las patas traseras la disposición de los dedos es contraria a la de las patas delanteras.
Se mueven con extrema lentitud. Para atrapar a su presa utilizan la lengua, la cual puede ser extremadamente larga y que muchas veces supera en longitud a su propio cuerpo. Consiguen lanzar su larguísima lengua protráctil como un proyectil, con una velocidad y distancia sorprendentes, hasta casi un metro en algunas especies. Con su punta pegajosa atrapan los pequeños animales, principalmente insectos, de los que se alimentan, ingiriéndolos inmediatamente enteros, como es común en los reptiles. Sólo con la ayuda de la fotografías de alta velocidad es posible observar ese proceso en detalle.

Su piel es rica en queratina, lo que presenta una serie de ventajas (en especial, la resistencia), pero que, lo mismo que en otros reptiles, exige mudas periódicas como única forma de restaurarla.

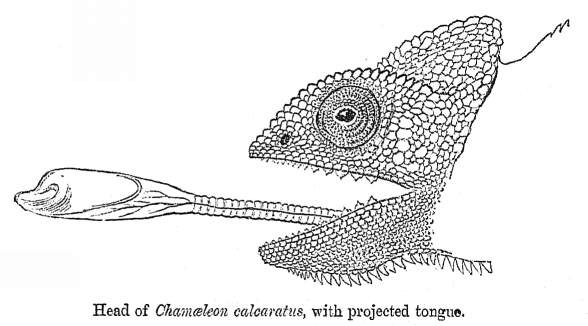
Estructura de la lengua.

### Características visuales
Los ojos es lo que más los distingue entre los reptiles. Los camaleones poseen un rango oculomotor muy grande con un aproximado de 180° horizontalmente y 90° verticalmente.  Los párpados están unidos entre sí por una estructura circular única de ápice redondeado, que rodea por completo el ojo, adoptando así una forma cónica. Cada ojo está recubierto por un párpado que se fusiona con el globo ocular siguiendo de cerca sus movimientos y deja libre solo una pequeña área circular en el centro, la correspondiente al iris y la pupila. Sus ojos se encuentran colocados en los laterales de la cabeza lo que les permite tener una vista panorámica. Pueden mover sus ojos, grandes y globosos, independientemente, lo cual les brinda una visión de casi 360°, con un pequeño punto ciego tras la cabeza. Cuando la presa es localizada ambos ojos convergen en la misma dirección dándoles una visión estereoscópica y una percepción de profundidad.
En su retina solo poseen conos y no bastones, esto les permite una buena visión diurna y excelente percepción de los colores, pero una deficiencia en la vista nocturna. Por esta razón los camaleones solo cazan durante el día.

## Reproducción

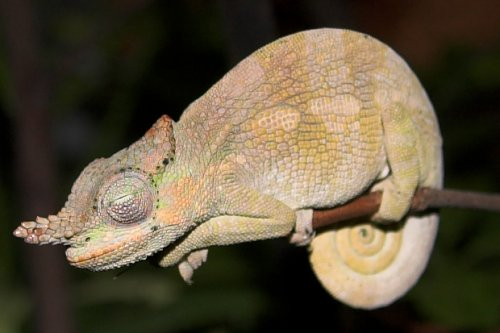
Bradypodion tavetanum durmiendo.

La mayoría de los camaleones son ovíparos, pero existen también especies ovovivíparas. Una vez que la hembra está lista para poner los huevos (3-6 semanas después de la fecundación), desciende hacia el suelo y comienza a excavar un hueco de 5 a 30 centímetros dependiendo la especie. Luego, entierra los huevos y deja el lugar. La cantidad de huevos depositados varía de especie en especie, desde el Brookesia con 2 a 4 huevos hasta el Chamaeleo calyptratus el cual pone de 30 a 60 huevos de media. Los huevos tardan en incubar de 6 a 8 meses, a excepción de Calumma parsonii, en cuya especie la incubación dura 18 meses. Los camaleones alcanzan la madurez sexual entre 4/5 meses y 8/10 meses (dependiendo de la especie), por ejemplo, en Calumma Parsonii llegan a su madurez sexual entre los dos y tres años, dependiendo del ejemplar. Pueden vivir entre 4 o 5 años, si bien algunas especies de gran tamaño como los Trioceros melleri y los Calumma parsonii pueden llegar hasta los 15 años.
Algunas especies ovovivíparos como Trioceros jacksonii, Trioceros Fuelleborni, Trioceros Rudis, Trioceros Hoehnelii,  realizan su gestación al interior de la hembra y luego nacen. El tiempo de gestación puede variar de 5 a 9 meses dependiendo de la especie.

## Hábitat y distribución
La mayor parte de los camaleones son originarios de África y en Madagascar, y la minoría de especies se encuentra en partes del sur de Europa, Sri Lanka, India y Asia Menor. Diferentes especies habitan diferentes ambientes, como montañas, junglas, sabanas y a veces desiertos y estepas. Es posible que los individuos que viven en los sectores mediterráneos europeos derivan de ejemplares introducidos por el hombre en épocas remotas.
Los camaleones viven, en su mayor parte, en bosques, pero también se hallan algunos en matorrales, y algunas especies viven en el suelo, debajo de las hojas. Pueden pasar de un árbol a otro gracias a la habilidad prensil de su cola y de sus patas.
Además de la característica propia de cambiar de color, los camaleones también cambian de piel como las serpientes, dos veces al año.

### En Europa
En la península ibérica y en Europa solo vive el camaleón común (Chamaeleo chamaeleon), y que se encuentra en puntos muy concretos de la geografía española, como en Andalucía, que ocupa la costa desde Huelva hasta Almería con poblaciones fragmentadas en varios puntos o la Región de Murcia y en Portugal, concretamente en el Algarve; también hay poblaciones en Italia y Creta. Otra especie que se puede encontrar en Europa es el camaleón africano (Chamaeleo africanus) con algunas pequeñas poblaciones al suroeste del Peloponeso en el sur de Grecia, donde se cree que es una introducción desde la antigüedad, posiblemente desde Egipto.

### En América
En América Latina no existen especies nativas de camaleones, sin embargo, algunas fueron introducidas por el mascotismo. En México se encuentra el camaleón de Senegal (Chamaeleo senegalensis)  , y en Argentina se encuentra en Lista oficial de especies exóticas en Argentinael camaleón de dos cuernos (Kinyongia tavetana).

## Comportamiento
Todos los camaleones son animales diurnos. Su periodo de mayor actividad es la mañana y el crepúsculo. Los camaleones no son cazadores activos. En vez de eso, prefieren sentarse, quedándose horas inmóviles, esperando que una presa pase por allí. Se alimentan básicamente de artrópodos y de pequeños vertebrados. En cautividad, también comen frutas como papayas, plátanos, y hasta crías de roedores. Pero esa dieta solo es válida para animales adultos: las crías son casi exclusivamente insectívoras.
Los camaleones viven la mayor parte de sus vidas en solitario, y son bastante agresivos contra otros miembros de su misma especie. El hábito solitario solo es abandonado en la época de apareamiento, cuando el macho desciende de los árboles en busca de hembras.
Los camaleones pueden morder cuando se les provoca, pero el mordisco no es muy doloroso y en caso de que se produzca no reviste ningún riesgo, basta con desinfectar la zona como cualquier otra herida o rasguño.

## Cambio de color o camuflaje

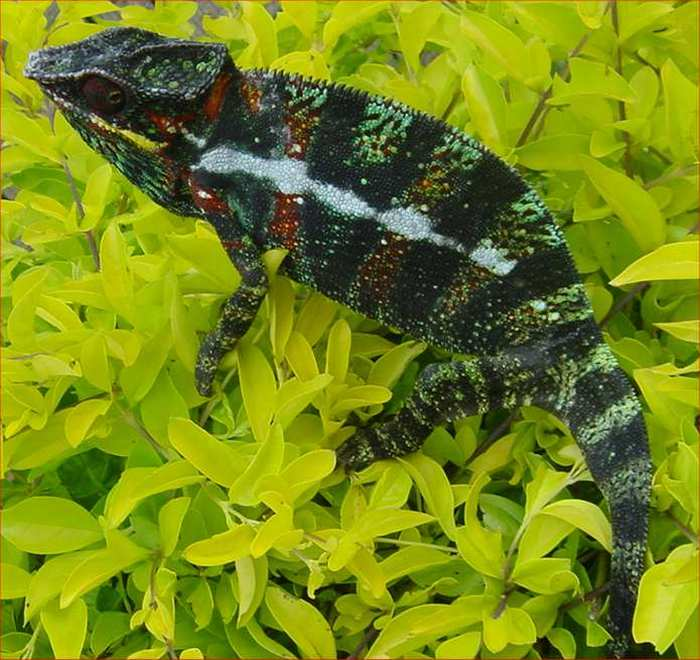
Furcifer pardalis estresado.

Algunas especies de camaleón son capaces de cambiar de color, lo que es su característica más famosa.
Al contrario de lo que algunos creen, no son incoloros, ni mudan de color solo de acuerdo con el del ambiente; en realidad, el cambio de su color básico expresa más a menudo una condición fisiológica (relacionada con la temperatura o la hora del día) o una condición psicológica (provocada por la proximidad de un eventual adversario o pareja).
El cambio de color también tiene un papel importante en la comunicación durante las luchas entre camaleones: los colores indican si el oponente está asustado o furioso. Pueden variar los colores, desde rojizo hasta verdoso.
Accidentalmente, el cambio de color puede ayudar a la ocultación del animal, aunque esta no es una ocurrencia frecuente, y sí ocasional.
Los camaleones tienen células pigmentarias especializadas en varias capas de la dermis, bajo su epidermis externa y transparente. Las células de la capa superior, llamadas cromatóforos, contienen pigmentos amarillos y rojos. Bajo la de los cromatóforos hay otra capa cuyas células pigmentarias, los guanóforos, contienen una sustancia cristalina e incolora, la guanina. Los guanóforos reflejan, entre otras cosas, el color azul de la luz incidente. Cuando la capa superior con sus cromatóforos determina un color amarillo, la luz azul reflejada por los guanóforos se tiñe de verde (azul + amarillo). Aún más abajo se encuentra una capa rica en melanóforos, cargados del pigmento oscuro llamado eumelanina que también tiñe la piel humana. Estos melanóforos regulan el brillo, es decir la cantidad de luz reflejada. Todas estas células pigmentarias pueden regular la distribución de los pigmentos que contienen, ampliándola o contrayéndola, lo que da lugar su vez a las diferencias de brillo, tonalidad y dibujo que distinguen a los camaleones.
En América existen algunas especies de lagartos de la familia Polychrotidae que pueden cambiar su color. Por esta característica se les ha denominado "falsos camaleones" o simplemente "camaleones". Pero no están emparentados con esta familia.

## Mitología
Los antiguos atribuían a este animal varias propiedades fabulosas. Decían que:
- la lengua del camaleón arrancada estando vivo servía para ganar un pleito al que la poseía
- hacía tronar y llover si quemaban su cabeza y su tragadero con leña de roble o bien si se asaba su hígado en una teja roja
- arrancado el ojo derecho del animal aún vivo y puesto en un vaso con leche de cabra, aclaraba la vista
- su lengua atada a la cintura de una mujer estando encinta le facilitaba el parto
- su quijada, llevada habitualmente, alejaba todo temor
- su cola detenía el curso de los ríos

Plinio refiere que Demócrito escribió un libro entero de ellas.

## Los camaleones en la cultura y el arte
En todo Occidente, el término "camaleón" se usa en el lenguaje coloquial como sinónimo de una persona voluble, que adapta su comportamiento y características a las circunstancias. No siempre el término tiene connotación negativa (de falsedad), pudiendo significar también "flexibilidad". También es bastante utilizado para adjetivar a buenos actores.
En la simbología de algunas tribus africanas, el camaleón es un animal sagrado, visto como el creador de la raza humana. Nunca muere, y cuando se encuentran alguno en el camino, lo apartan con precaución, con miedo a las maldiciones.
Los camaleones son personajes frecuentes de fábulas, donde generalmente representan bichos lentos, astutos y poco confiables.

## El camaleón en cautiverio

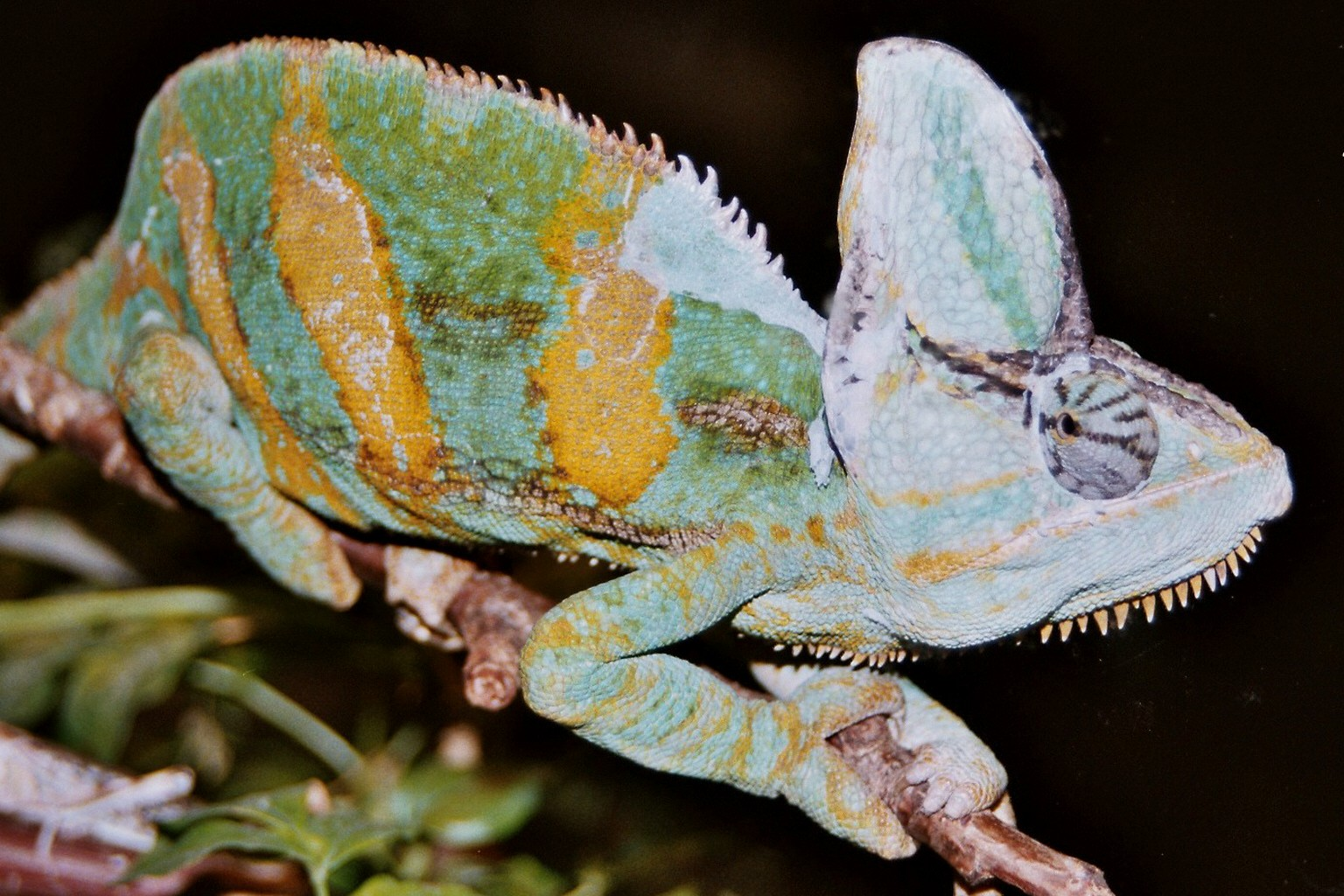
Chamaeleo calyptratus.

Uno de los camaleones que se comercializan en tiendas de animales es el camaleón del Yemen, también llamado camaleón velado (Chamaeleo calyptratus). Por sus características es de los más resistentes para tener en cautividad.
Existen otras especies de camaleón en el mercado de mascotas. Trioceros jacksonii y Chamaeleo calyptratus son de lejos los más comunes y se los encuentra frecuentemente criados en cautiverio. También podemos encontrar a Furcifer pardalis, Furcifer lateralis, Calumma parsonii, Trioceros quadricornis y Trioceros melleri. La mayoría de las especies está listada en el CITES, lo cual indica que su exportación está prohibida o sujeta a estrictas cuotas de exportación en sus países nativos. Sin embargo, la falta de órganos de control en los países nativos hace que esta lista pierda efectividad.